# Ergometryna
Ergometryna (łac. ergometrinum), ergobazyna, ergonowina – organiczny związek chemiczny, psychodeliczna substancja psychoaktywna, pochodna ergoliny, zaliczana do lizergamidów. Ergometryna jest jednym z głównych alkaloidów sporyszu i nasion wilców. Substancja ta wykazuje wyraźne podobieństwo strukturalne do LSD.

## Działanie
Ma silny wpływ kurczący na mięsień macicy, silniejszy niż inne alkaloidy sporyszu. W odróżnieniu od innych alkaloidów sporyszu nie ma działania sympatykolitycznego, raczej sympatykoergiczne.

## Otrzymywanie
Alkaloidy sporyszu otrzymuje się przez ekstrakcję ze sporyszu, alkaloidy małocząsteczkowe, takie jak ergometryna, otrzymuje się też na drodze przekształceń kwasu lizergowego.

## Stosowanie
Ergometrynę stosuje się w postaci winianu (ang. ergobasine tartrate) lub maleinianu (ang. ergotrate maleate). Ergometryna podawana domięśniowo jest stosowana w hamowaniu krwawienia z dróg rodnych w czwartym okresie porodu, dzięki swojemu działaniu kurczącemu na mięsień macicy, i jest alternatywą do stosowania oksytocyny dożylnie.